# 임계 쌍 (재작성 시스템)
임계 쌍(critical pair)은 수리 논리학의 용어이다. 이는 항 재작성 시스템 상에서 재작성 규칙을 중복 적용하여 두 개 이상의 서로 다른 항의 생성을 뜻한다.
가령, 아래의 규칙들로 항 재작성 시스템을 정의해본다면
{\displaystyle \rho _{1}\ :\ f(g(x,y),z)\rightarrow g(x,z)}
{\displaystyle \rho _{2}\ :\ g(x,y)\rightarrow x},
이 경우, 가능한 유일한 임계 쌍은 (g(x,z), f(x,z))이다.